# Notoplusia eugenia
Notoplusia eugenia är en fjärilsart som beskrevs av William Schaus 1906. Notoplusia eugenia ingår i släktet Notoplusia och familjen tandspinnare. Inga underarter finns listade i Catalogue of Life.